# ثوماتين

## الدور البيولوجي
ويستحث إنتاج ثوماتين في katemfe ردا على هجوم النبات عن طريق مسببات الأمراض الفيروسية.
```
عرض العديد من أعضاء عائلة بروتينات ثوماتين كبيرة في تثبيط المختبر لنمو القفص والعديد من الفطريات . يعتبر بروتين الثوماتين نموذجًا أوليًا لمجال بروتيني مُمْرض. تم العثور على هذا الثوماتين في مجالات في أنواع مختلفة مثل الأرز و Caenorhabditis elegans. ثوماتينات هي بروتينات ذات صلة بالأمراض (PR) ، التي يسببها عوامل مختلفة تتراوح من الاثيلين إلى مسببات الأمراض،  وهي متنوعة هيكليًا ومنتشرة في كل مكان في النباتات وهي تشمل الثوماتين، والأسموتين، وبروتينات التبغ الرئيسية والثانوية للعلاقات العامة، مثبطات ألفا أميليز / التربسين، و P21 و PWIR2 من فول الصويا وبروتينات ورق القمح. تشارك البروتينات في المقاومة المكتسبة بشكل منهجي واستجابة الإجهاد في النباتات، على الرغم من أن دورهما الدقيق غير معروف. ثوماتين هو بروتين ذو مذاق حلو مكثف (على أساس المولي حوالي 100,000 مرة من الحلو مثل السكروز) الموجود في شجيرة غرب 
أفريقيا
 ثاوميتوكوكس دانيللي: وهو ناتج عن هجوم من قبل viroids ، وهي جزيئات الحمض النووي الريبي أحادية الجديلة غير المحجبة التي لا رمز للبروتين فيها . يتكون بروتين ثاوماتين I من سلسلة ببتيد مفردة من 207 بقايا.
```

```
وكما هو الحال مع بروتينات PR الأخرى، من المتوقع أن يكون للثماتين بنية بيتا بشكل أساسي، مع محتوى عالٍ من المنعطفات بيتا والليليكس الصغير. تتسبب خلايا التبغ المعرضة لتركيزات الملح المتزايدة تدريجيًا في زيادة التفاوت الملحوظ في الملح، بسبب التعبير عن الأوسموتين، وهو عضو في عائلة البروتين PR. نباتات القمح التي يهاجمها الشعير البياض الدقيقي تعبر عن طريق بروتين PR (PWIR2) ، مما يؤدي إلى مقاومة ضد تلك العدوى  وقد أوحى التشابه بين بروتين PR هذا وبروتينات PR الأخرى إلى مثبِّط ذرة ألفا أميليز / التربسين بأن بروتينات PR قد تكون بمثابة شكل من أشكال المانع. 
```

يبدو أن البروتينات الشبيهة بالثوماثين المعزولة من فاكهة الكيوي أو التفاح لها خواصها المسببة للحساسية إلى الحد الأدنى بسبب عمليات الهضم المعدي، ولكن ليس بالتسخين.
```
2 – إنتاج :
```

```
داخل غرب أفريقيا، تمت زراعة فاكهة الكشفة محليًا واستخدامها في تناول الأطعمة والمشروبات لبعض الوقت. بذور الفاكهة هي مغلفة في كيس غشائي، أو aril ، وهذا هو مصدر الثوماتين . في عام 1970 ، بدأ تيت ولايل استخراج ثاوماثين من الفاكهة. في عام 1990 ، أفاد باحثون في شركة 
يونيليفر
 عن عزل وتسلسل البروتينين الرئيسيين اللذان تم العثور عليهما في ثاوماتين، اللذان أطلقا عليهما اسم ثاوماتين الأول والثاوثين الثاني. كان هؤلاء الباحثون قادرين أيضًا على التعبير عن ثاوماتين في البكتيريا المهندسة وراثيا.
```

```
تمت الموافقة على ثوماتين  كمحلي في 
الاتحاد الأوروبي
 (E957) ، 
إسرائيل
 ، 
واليابان
. في 
الولايات المتحدة
 ، من المعترف به عمومًا أنه آمن كعامل توابل (FEMA GRAS 3732)  ولكن ليس كمحلي.
```

```
3 - بلورة الثوماتين :
```

```
بما أن الثوماتين يتبلور بسرعة وسهولة في وجود أيونات الطرطرات، وكثيرا ما تستخدم خلطات thaumatin-tartrate كنماذج نموذجية لدراسة بلورة البروتين. وتعتمد قابلية الذوتمين للذوبان، وعادته البلورية، وآلية تكوين البلورة على شروية المرسب المستخدم. عند التبلور مع L- طرطرات، يشكل التوماتين بلورات ثنائية الهرمية ويعرض قابلية ذوبان تزداد مع درجة الحرارة ؛
```

```
مع D- و marto-tartrate ، فإنه يشكل بلورات قصيرة ومنشورية ويعرض الذوبان الذي ينخفض مع درجة الحرارة.  هذا يشير إلى أن التحكم في الانزلاق المبكر قد يكون عاملاً مهمًا في بلورة البروتين بشكل عام.
```

```
3 - أنظر أيضا :
```

·       Curculin ، وهو بروتين حلو من ماليزيا مع نشاط تعديل الذوق .
·       Miraculin ، وهو بروتين من غرب أفريقيا مع نشاط تعديل الذوق .
·       مونيلين، وهو بروتين حلو وجد في غرب إفريقيا .
·      ستيفيا، وهو عبارة عن مادة تحلية من السعرات الحرارية تصل إلى 150 مرة أكثر حلاوة من السكر .